# Kraft de Hohenlohe-Ingelfingen
El príncipe Kraft de Hohenlohe-Ingelfingen (2 de enero de 1827 - 16 de enero de 1892) fue un general y escritor militar prusiano durante el tiempo del Imperio alemán.

## Biografía

### Primeros años
Kraft Karl August zu Hohenlohe-Ingelfingen nació en Koschentin en la Alta Silesia. Era el hijo del príncipe Adolfo de Hohenlohe-Ingelfingen (1797-1873), y nieto del príncipe Federico Luis de Hohenlohe-Ingelfingen (1746-1818), quien comandó a las tropas prusianas en Jena.
Educado con gran rigor, debido al empobrecimiento de las fincas familiares durante las Guerras Napoleónicas, Kraft fue enviado al Ejército prusiano. Ahí, fue comisionado a artillería como el brazo más económico del servicio. Se unió a la Guardia de Artillería prusiana en 1845, y pronto fue advertido que tenía aptitudes inusuales como oficial de artillería. Durante un tiempo sus colegas oficiales se resintieron de la presencia de un príncipe, hasta que se supo que no utilizaba su posición social para asegurarse sucesivos ascensos.

### Promociones
Después de servir como agregado militar en Viena y en la frontera transilvana durante la guerra de Crimea, Kraft fue hecho capitán del Estado Mayor, y en 1856 ayudante de campo personal del rey, permaneciendo sin embargo en contacto estrecho con la artillería. En 1865, habiendo ascendido a mayor y después a teniente coronel, renunció a su cargo en el Estado Mayor para convertirse en comandante de un nuevo regimiento de Guardia de Artillería de Campo.

Kraft vio por primera vez servicio activo real en 1866. En el avance de contención del Cuerpo de Guardia sobre el ala derecha austríaca en Königgrätz durante la guerra austro-prusiana, lideró con éxito la Guardia de reserva de artillería, y después de terminada la breve contienda volvió sus energías, ahora fortificadas con la experiencia, al entrenamiento táctico de la artillería prusiana.

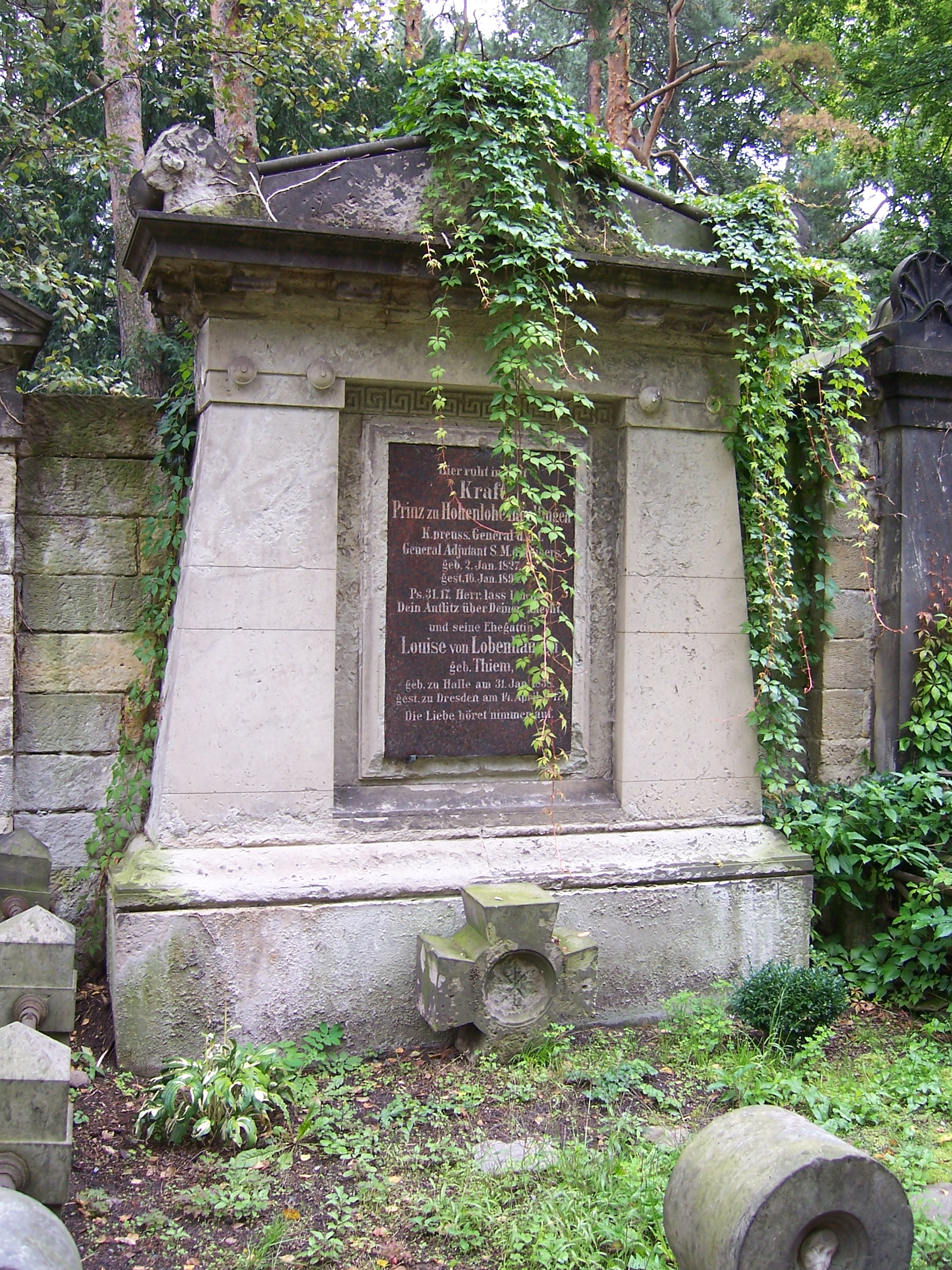
Tumba del Príncipe Kraft de Hohenlohe-Ingelfingen en Johannisfriedhof en Dresde.

En 1868 ascendió a mayor-general y fue asignado al mando de la brigada de Guardia de artillería. En esta competencia alcanzó gran distinción durante la guerra franco-prusiana, especialmente en Gravelotte y Sedán. Estuvo al control del ataque de artillería sobre las fortificaciones de París. En 1873 fue puesto al mando de una división de infantería, y tres años más tarde fue ascendido a teniente-general. Aunque se retiró en 1879, fue promovido a general de infantería en 1883 y después a general de artillería en 1889. Kraft murió cerca de Dresde en 1892.

## Obra
Los escritos militares de Kraft son numerosos, y algunos de ellos se han convertido en clásicos. Estos son Briefe über Artillerie (Notas sobre Artillería, 1887); Briefe über Strategie (1877; Notas sobre Estrategia, 1898); y Gespräche über Reiterei (1887; Conversaciones sobre Caballería). Los correspondientes Briefe über Infanterie y Briefe über Kavallerie (Notas sobre Infantería, Notas sobre Caballería, 1889) son de menos importancia, aunque interesantes como un reflejo del pensamiento alemán imperante.

### Memorias
Las memorias de Kraft (Aus meinem Leben) fueron preparadas en su retiro en las cercanías de Dresde, y en su primer volumen (1897) crearon tal sensación que debieron transcurrir ocho años antes de que se permitiera publicar la continuación.

## Órdenes y condecoraciones
- Reino de Prusia:[1]
  - Caballeros de Honor de la Orden de San Juan, 12 de octubre de 1846[2]
  - Caballero de la Corona Prusiana, 3.ª Clase, 18 de enero de 1864[2]
  - Cruz de Caballero de la Real Orden de Hohenzollern, with Swords, 1864; Commander's Cross, 20 September 1866[2]
  - Cruz de Hierro (1870), 1.ª Clase
  - Pour le Mérite (militar), 16 de febrero de 1871[2]
  - Caballero del Águila Roja, 2.ª Clase con Espadas y Hojas de Roble, 1871; 1.ª Clase con Espadas y Corona, 16 de septiembre de 1875[2]
  - Cruz al Servicio
- Gran Ducado de Baden: Comandante del León de Zähringen, 2.ª Clase con Hojas de Roble y Espadas, 1867[3]
- Reino de Baviera: Gran Comandante de la Orden del Mérito Militar[1]
- Ducados Ernestinos: Gran Cruz de la Orden de la Casa Ernestina de Sajonia, con Espadas, 1872[4]
- Gran Ducado de Hesse: Gran Cruz de Felipe el Magnánimo, con Espadas, 1 de mayo de 1870[5]
- Gran Ducado de Mecklemburgo-Schwerin: Cruz al Mérito Militar, 1.ª Clase[1]
- Gran Ducado de Oldemburgo: Gran Comandante de la Orden de Pedro Federico Luis, con Espadas[1]
- Reino de Sajonia: Comandante de la Orden de Alberto, 1.ª Clase con Decoración de Guerra, 1870[6]
- Schaumburg-Lippe: Medalla al Mérito Militar[1]
- Reino de Wurtemberg: Gran Cruz de la Orden de Federico, con Espadas, 1871[7]
- Imperio austríaco: Caballero de la Corona de Hierro, 2.ª Clase con Decoración de Guerra, 1864[8]
- Imperio francés: Comandante de la Legión de Honor[1]
- Imperio ruso:[1]
  - Caballero de Santa Ana, 1.ª Clase
  - Caballero de San Jorge, 4.ª Clase